# Seconde bataille de Corinth
Guerre de Sécession
La seconde bataille de Corinth, plus simplement connue sous le nom de bataille de Corinth, la première bataille du nom faisant référence au siège de la même ville en mai 1862, est un épisode de la guerre de Sécession. Elle se déroule les 3 et 4 octobre 1862, au nord de l'État du Mississippi.
Cette bataille voit les forces sudistes du général Van Dorn, connues sous l’appellation d'armée du Tennessee occidental, attaquer une armée nordiste commandée par le général Rosecrans. Elle se solde par un retrait des confédérés après de durs combats; les nordistes ne chercheront pas à pousser leur avantage.

## Situation militaire
La ville de Corinth est un nœud ferroviaire au nord de l'état du Mississippi, à l'ouest du fleuve du même nom. Assiégée par les sudistes du 29 avril au 30 mai, elle est restée aux mains des troupes de l'Union. Les confédérés vont tenter une nouvelle fois de s'en emparer.
Les forces du général Van Dorn ont reçu le renfort de Celles de Sterling Price.

## Forces en présence

### Nordistes

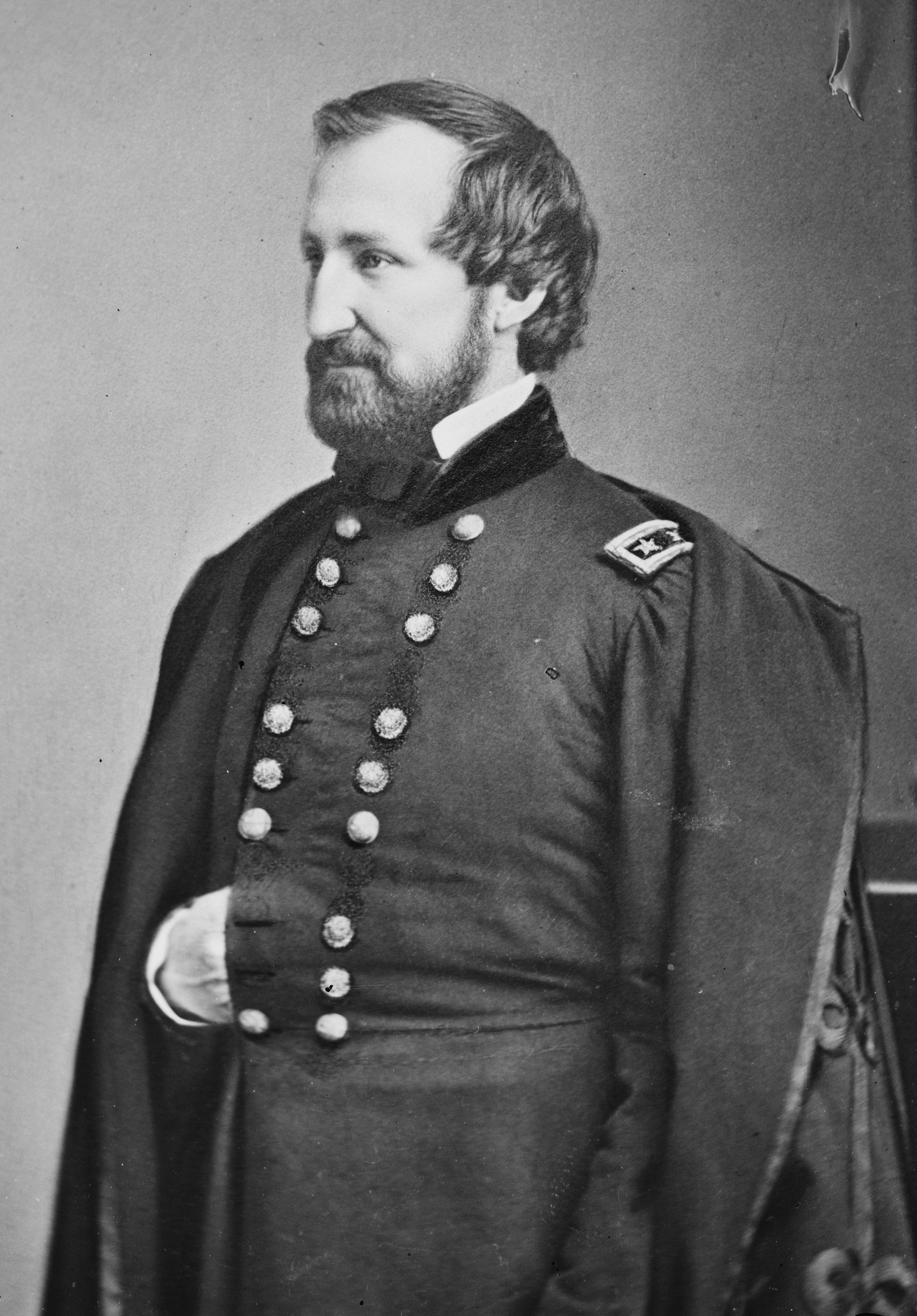
Le général Rosecrans

Il s'agit de l'armée du Mississippi sous le commandement du général William Starke Rosecrans.

### Sudistes

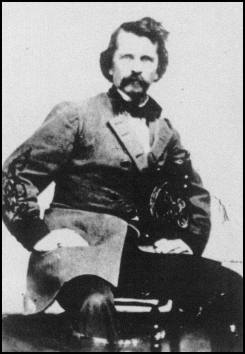
Maj. Gen. Earl Van Dorn
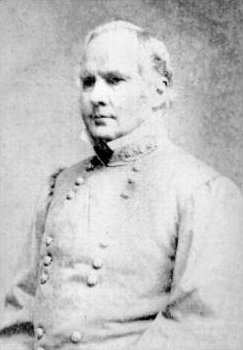
Maj. Gen. Sterling Price

Elles sont sous le commandement des généraux Earl Van Dorn et Sterling Price (armée de l'Ouest).

### Sources et bibliographie
- (en) Cet article est partiellement ou en totalité issu de l’article de Wikipédia en anglais intitulé « Second battle of Corinth » (voir la liste des auteurs).

#### Livres
- Ouvrages en français
  - James Mc Pherson, La guerre de sécession, 1991, Robert Laffont, Bouquins,  (ISBN 2-221-06742-8).
- Ouvrages en anglais
  - (en) Boatner, Mark Mayo, III. The Civil War Dictionary. McKay, 1959 (2e édition, révisée, 1988),  (ISBN 0-8129-1726-X).
  - (en) Cozzens, Peter. The Darkest Days of the War: The Battles of Iuka and Corinth. Chapel Hill: University of North Carolina Press, 1997.  (ISBN 0-8078-2320-1).
  - (en) David J. Eicher|Eicher, David J. The Longest Night: A Military History of the Civil War. New York: Simon & Schuster, 2001.  (ISBN 0-684-84944-5).
  - (en) Shelby Foote|Foote, Shelby. The Civil War: A Narrative. Vol. 1, Fort Sumter to Perryville. New York: Random House, 1958.  (ISBN 0-394-49517-9).
  - (en) Kennedy, Frances H., ed. « The Civil War Battlefield Guide »(Archive.org • Wikiwix • Archive.is • Google • Que faire ?). 2nd ed. Boston: Houghton Mifflin Co., 1998.  (ISBN 0-395-74012-6).
  - (en) Korn, Jerry, and the Editors of Time-Life Books. War on the Mississippi: Grant's Vicksburg Campaign. Alexandria, VA: Time-Life Books, 1985.  (ISBN 0-8094-4744-4).
  - (en) Lamers, William M. The Edge of Glory: A Biography of General William S. Rosecrans, U.S.A. Baton Rouge: Louisiana State University Press, 1961.  (ISBN 0-8071-2396-X).
  - (en) Allan Nevins. The War for the Union. Vol. 2, War Becomes Revolution 1862 – 1863. New York: Charles Scribner's Sons, 1960.  (ISBN 1-56852-297-5).
  - (en) Reid, Whitelaw. Ohio in the War: Her Statesmen, Her Generals, and Soldiers. Vol. 1, The History of the State during the War, and the Lives of Her Generals. Cincinnati, OH: Moore, Wilstach, and Baldwin, 1868.
  - (en) Welcher, Frank J. The Union Army, 1861–1865 Organization and Operations. Vol. 2, The Western Theater. Bloomington: Indiana University Press, 1993.  (ISBN 0-253-36454-X).
  - (en) Woodworth, Steven E. Nothing but Victory: The Army of the Tennessee, 1861–1865. New York: Alfred A. Knopf, 2005.  (ISBN 0-375-41218-2).
  - (en)The Union Army; A History of Military Affairs in the Loyal States, 1861–65 — Records of the Regiments in the Union Army — Cyclopedia of Battles — Memoirs of Commanders and Soldiers. Vol. 6. Wilmington, NC: Broadfoot Publishing, 1997. First published 1908 by Federal Publishing Company.